# زوترواده
زوترواده (به هلندی: Zoeterwoude) یک منطقهٔ مسکونی در هلند است که در هلند جنوبی واقع شده‌است. زوترواده −۲ متر بالاتر از سطح دریا واقع شده‌است.

## نگارخانه

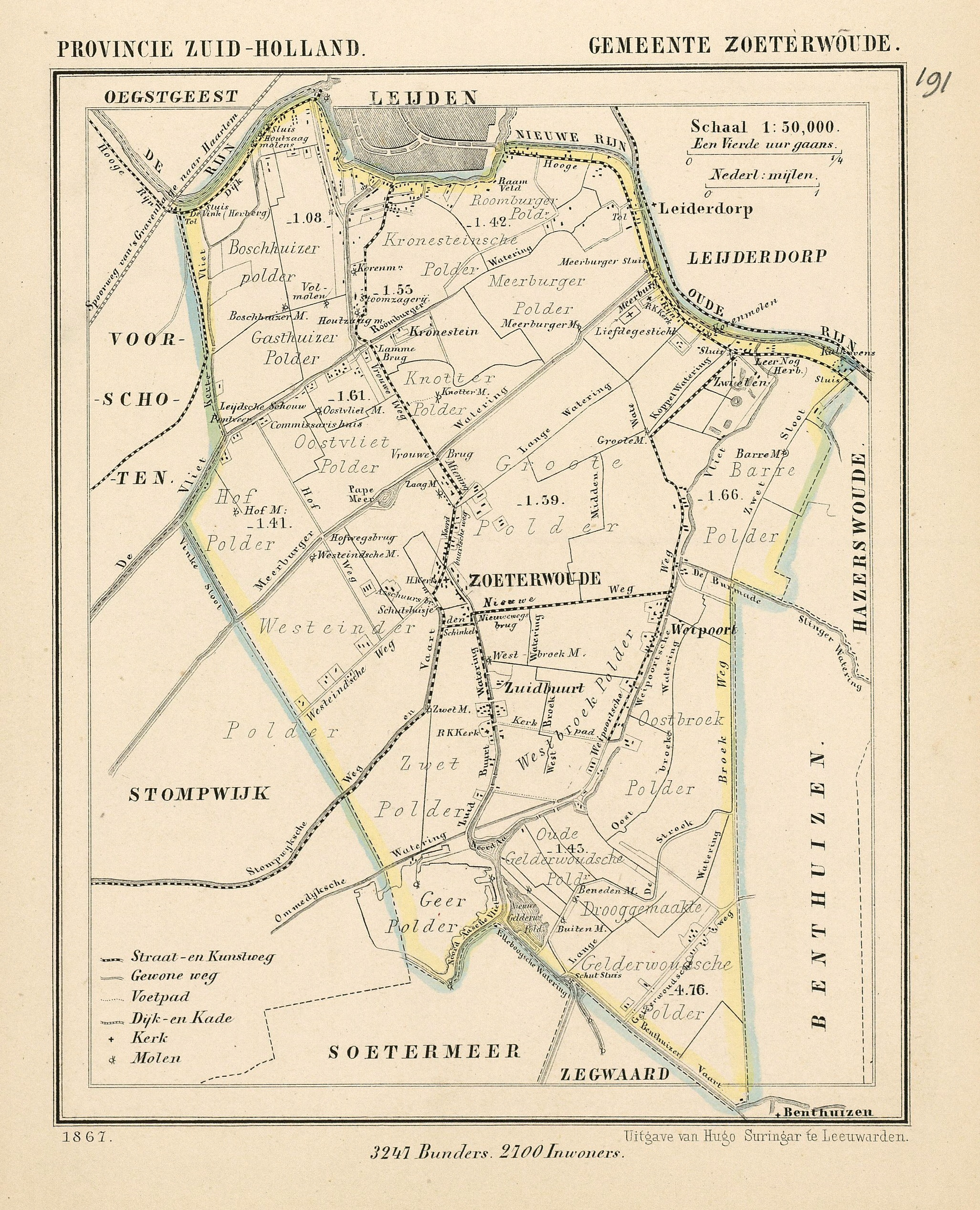
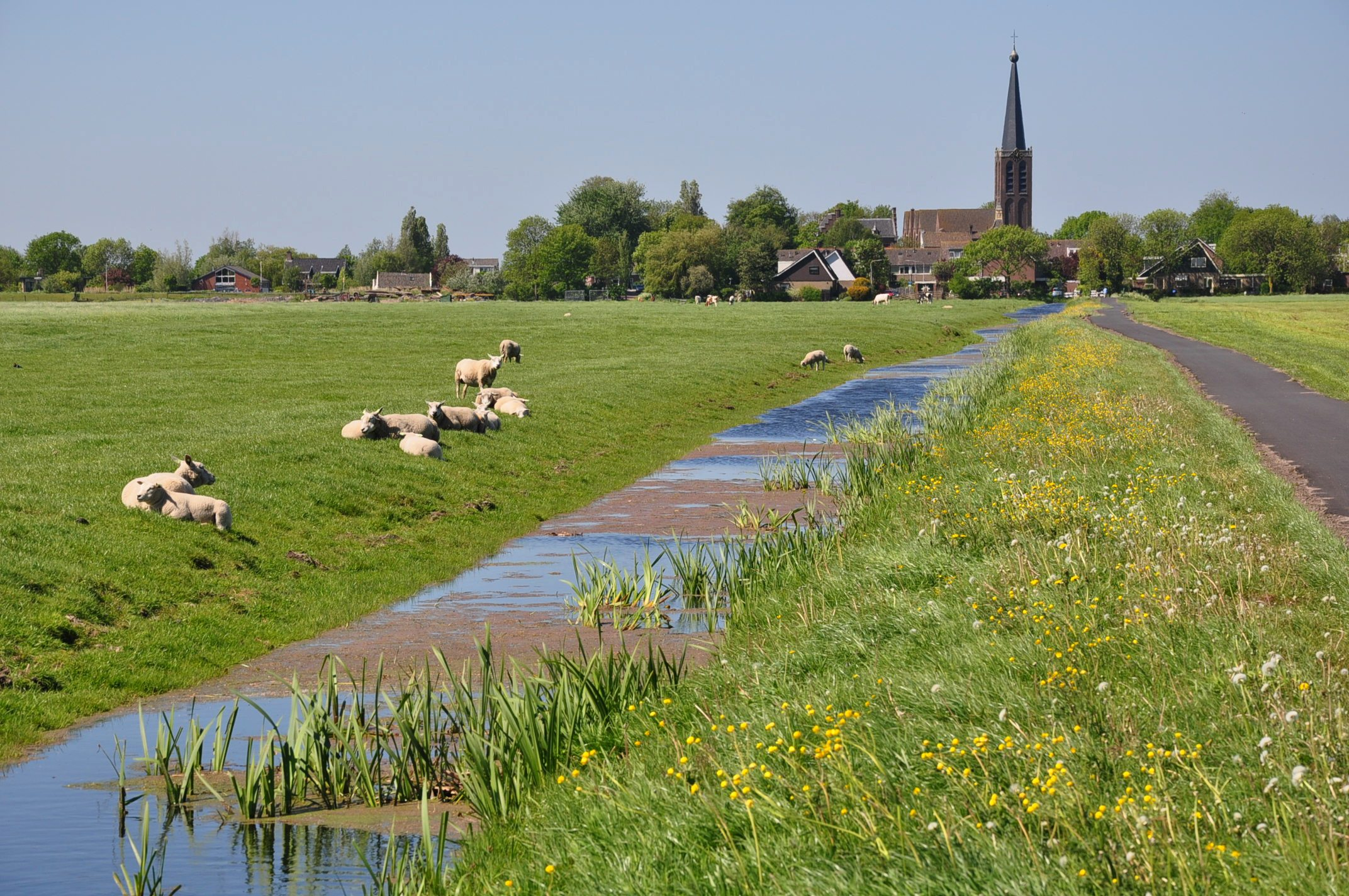
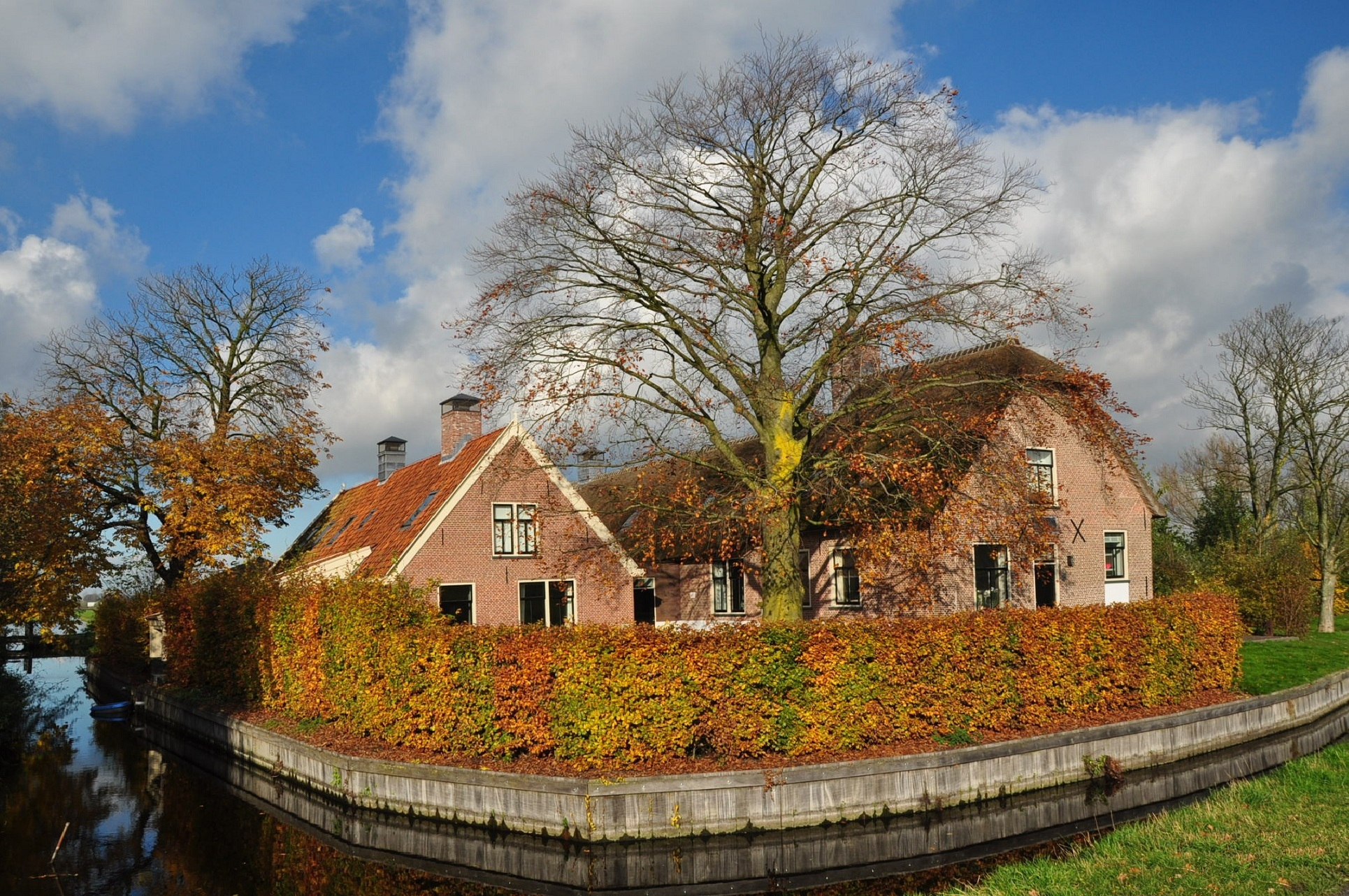
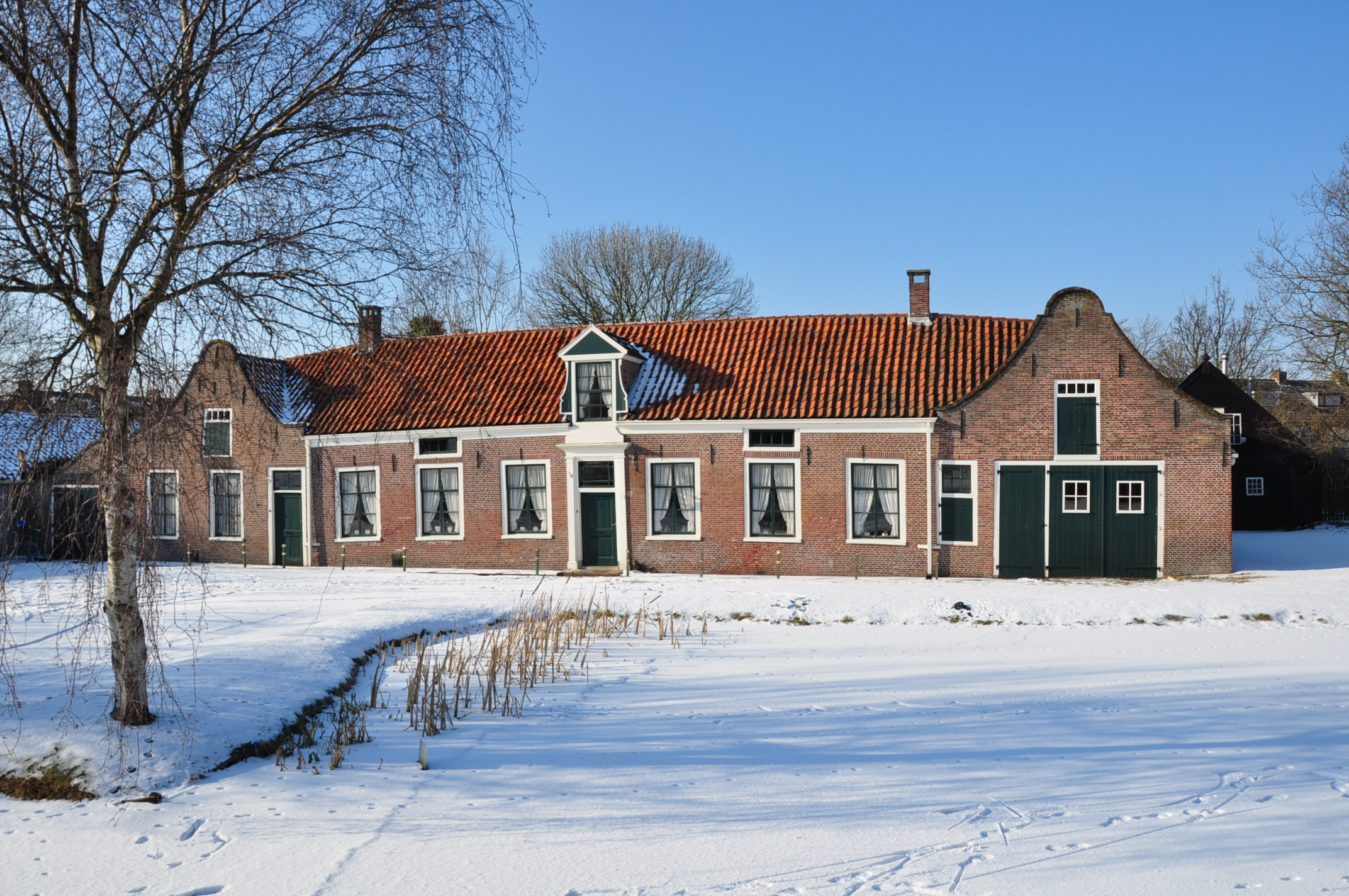